# Maoridrilus suteri
Maoridrilus suteri är en ringmaskart som beskrevs av Wilhelm Michaelsen 1922. Maoridrilus suteri ingår i släktet Maoridrilus och familjen Acanthodrilidae. Inga underarter finns listade i Catalogue of Life.